# 73
73（七十三、ななじゅうさん、しちじゅうさん、ななそじあまりみつ）は自然数、また整数において、72の次で74の前の数である。

## 性質
- 73 は21番目の素数である。1つ前は71、次は79。
  - 約数の和は74。
  - 6番目の三角数番目の素数である。1つ前は47、次は107。(オンライン整数列大辞典の数列 A011756)
- 1/73 = 0.01369863… (下線部は循環節で長さは8)
  - 逆数が循環小数になる数で循環節が8になる最小の数である。次は137。
  - 循環節が n になる最小の数である。1つ前の7は239、次の9は81。(オンライン整数列大辞典の数列 A003060)
- 71 との組(71, 73) は、8番目の双子素数である。1つ前は(59, 61)、次は(101, 103)。
- 10進数表記において桁を入れ替えても素数になる6番目のエマープである。(73 ←→ 37) 1つ前は71、次は79。
- 73 は陳素数でない3番目の素数である。1つ前は61、次は79。(オンライン整数列大辞典の数列 A102540)
- すべての桁が素数である18番目の数である。1つ前は72、次は75。(オンライン整数列大辞典の数列 A046034)
  - すべての桁が素数で素数になる8番目の数である。1つ前は53、次は223。(オンライン整数列大辞典の数列 A019546)
  - すべての桁が異なる素数である15番目の数である。1つ前は72、次は75。(オンライン整数列大辞典の数列 A124673)
    - すべての桁が異なる素数で素数になる8番目の素数である。1つ前は53、次は257。(オンライン整数列大辞典の数列 A124674)

  - 3 と 7 を使った2番目の素数である。1つ前は37、次は337。(オンライン整数列大辞典の数列 A020463)
    - 73…3 の形の最小の素数である。次は733。(オンライン整数列大辞典の数列 A093675)
    - 7…73 の形の最小の素数である。次は773。(オンライン整数列大辞典の数列 A093165)
- 73 = 32 + 43
  - n = 3 のときの n2 + (n + 1)3 の値とみたとき1つ前は31、次は141。(オンライン整数列大辞典の数列 A168297)
  - 73 = 26 + 9
    - n = 6 のときの 2n + 9 の値とみたとき1つ前は41、次は137。(オンライン整数列大辞典の数列 A188165)
      - 2n + 9 の形の5番目の素数である。1つ前は41、次は137。(オンライン整数列大辞典の数列 A104070)

  - 73 = 43 + 9
    - n = 3 のときの 4n + 9 の値とみたとき1つ前は25、次は265。
      - 4n + 9 の形の2番目の素数である。1つ前は13、次は1033。(オンライン整数列大辞典の数列 A228027)
- 全ての自然数は、高々73個の6乗数の和で表せる。(ウェアリングの問題)
- 73 = 20 + 23 + 26
  - a = 2 のときの a0 + a3 + a6 の値とみたとき1つ前は3、次は757。(オンライン整数列大辞典の数列 A060883)
    - n6 + n3 + n0 の形の2番目の素数である。1つ前は3、次は757。(オンライン整数列大辞典の数列 A162601)

  - 73 = 80 + 81 + 82
    - a = 8 のときの a0 + a1 + a2 の値とみたとき1つ前は57、次は91。
      - a0 + a1 + a2 で表せる6番目の素数である。1つ前は43、次は157。

    - 8の累乗和とみたとき1つ前は9、次は585。(オンライン整数列大辞典の数列 A023001)
      - 73 = 83 − 1/8 − 1 = 93 + 1/9 + 1
- 73 = 34 − 32 + 30
  - n = 3 のときの n4 − n2 + 1 の値とみたとき1つ前は13、次は241。(オンライン整数列大辞典の数列 A060886)
  - 73 = 36 + 1/32 +1
- 4番目の六芒星数である。1つ前は37、次は121。
- 各位の和が10になる7番目の数である。1つ前は64、次は82。
  - 各位の和が10になる数で素数になる3番目の数である。1つ前は37、次は109。(オンライン整数列大辞典の数列 A107579)
- 73 = 23 × 32 + 1
  - 9番目のピアポント素数である。1つ前は37、次は97。(オンライン整数列大辞典の数列 A005109)
  - n = 3 のときの 2n × n2 + 1 の値とみたとき1つ前は17、次は257。(オンライン整数列大辞典の数列 A248917)
  - n = 2 のときの n3 × 3n + 1 の値とみたとき1つ前は4、次は730。(オンライン整数列大辞典の数列 A168299)
- 73 = 92 − 23 = 102 − 33
  - n2 − m3 = (n + 1)2 − (m + 1)3 の形をした自然数の中で唯一の素数である。

（証明）式をnについて解けば、n=3m(n+1)/2 となり、これをn2 − m3に代入して得られる式が素数であることより、m=2が得られ、(m,n)=(2,9)が唯一の解となる。
- 73 = 32 + 82
  - 異なる2つの平方数の和で表せる21番目の数である。1つ前は68、次は74。(オンライン整数列大辞典の数列 A004431)
  - n = 2 のときの 3n + 8n の値とみたとき1つ前は11、次は539。(オンライン整数列大辞典の数列 A074609)
  - 73 = 43 + 32
    - 4n + n2 で表せる2番目の素数である。1つ前は5、次は1049。(オンライン整数列大辞典の数列 A182328)
- 73 = 12 + 62 + 62
  - 3つの平方数の和1通りで表せる35番目の数である。1つ前は72、次は76。(オンライン整数列大辞典の数列 A025321)
- 73 = 13 + 23 + 43
  - 3つの正の数の立方数の和1通りで表せる11番目の数である。1つ前は66、次は80。(オンライン整数列大辞典の数列 A025395)
  - 3つの正の数の立方数の和で表せる5番目の素数である。1つ前は43、次は127。(オンライン整数列大辞典の数列 A007490)
  - 異なる3つの正の数の立方数の和1通りで表せる2番目の数である。1つ前は36、次は92。(オンライン整数列大辞典の数列 A025399)
  - 異なる3つの正の数の立方数の和で表せる最小の素数である。次は197。(オンライン整数列大辞典の数列 A122723)
  - n = 3 のときの 1n + 2n + 4n の値とみたとき1つ前は21、次は273。(オンライン整数列大辞典の数列 A001576)
- n = 73 のときの n! + 1 で表せる 73! + 1 は8番目の階乗素数である。1つ前は41、次は77。(オンライン整数列大辞典の数列 A002981)

## その他 73 に関すること
- 原子番号 73 の元素はタンタル (Ta)。
- アマチュア無線では、男性に対する別れの挨拶が 73 (Seventy-three) である。元々は "Best regards" の略号で、非英語話者の間での意思疎通が容易になるように用いられた。モールス信号で 73 は回文になる(--... ...--)。なお、女性に対しては 88 と言う。
  - 『73』は、アメリカ合衆国でかつて発刊されていたアマチュア無線に関する雑誌。
- 第73代天皇は堀河天皇である。
- 日本の第73代内閣総理大臣は中曽根康弘である。
- 大相撲の第73代横綱は照ノ富士春雄である。
- 第73代ローマ教皇はテオドルス1世（在位：642年11月24日～649年5月14日）である。
- 年始から数えて(平年の)73日目は3月14日。
- 大リーグの年間最多本塁打記録はバリー・ボンズの73本である。
- クルアーンにおける第73番目のスーラは衣を纏う者である。
- 1986年1月28日に打ち上げられた米国のスペースシャトルチャレンジャー号は打ち上げ 73 秒後に爆発した。
- 総合格闘技団体の『PRIDE』では、ライト級が73kg契約と規定されていた。（世界的に普及しているネバダ州アスレチック・コミッションおよびボクシング・コミッション協会のユニファイドルールにおいては、ライト級は70.3 kg以下となっている。）
- こおろぎ'73は日本のコーラスユニット。